# Terre de violence (film, 1959)
Pour plus de détails, voir Fiche technique et Distribution.
Terre de violence (Good Day for a Hanging) est un western américain en couleur réalisé par Nathan H. Juran, sorti en 1959.

## Synopsis
Dans le Nebraska, le marshal de Springdale est tué pendant le hold-up de la banque. La ville désigne Ben Cutler comme nouveau shériff. Celui-ci leur fait savoir qu'il a fait partie de cette même bande de voleurs pendant des années avant que le défunt shériff ne le remette dans le droit chemin. Il avertit la population qu’il ira jusqu'aux pires extrémités si besoin est, et que c'est le petit-ami de sa fille qui a tué le marshal peu après le hold-up. La ville ne le croit pas, pas plus que sa fille..

## Fiche technique
- Titre français : Terre de violence
- Titre original : Good Day for a Hanging
- Réalisation : Nathan H. Juran
- Producteur : Charles H. Schneer
- Société de production : Morningside Productions
- Société de distribution : Columbia Pictures
- Scénario : Daniel B. Ullman, Maurice Zimm
- Musique : Heinz Roemheld
- Photographie : Henry Freulich
- Montage : Jerome Thoms
- Pays d'origine : États-Unis
- Format : couleur (ColumbiaColor) - 35 mm - 1.85 : 1 - Son : Mono (RCA Sound Recording)
- Genre : Western
- Durée : 86 min
- Dates de sortie :
  -  États-Unis : janvier 1959
  -  France : 20 mai 1960

## Distribution
- Fred MacMurray : le marshal Ben Cutler
- Margaret Hayes : Ruth Granger
- Robert Vaughn : Eddie Campbell
- Joan Blackman : Laurie Cutler
- James Drury : Dr Paul Ridgely
- Wendell Holmes : Tallant Joslin
- Edmon Ryan : William P. Selby, avocat
- Stacy Harris : Coley
- Kathryn Card : Molly Cain
- Emile Meyer : le marshal Hiram Cain
- Bing Russell : George Fletcher
- Russell Thorson : Harry Lander
- Denver Pyle : le député Ed Moore
- Phil Chambers : le député William Avery
- Howard McNear : Olson
- Tom London : un fermier conduisant son chariot

## Source
- Terre de violence et l'affiche française du film, sur EncycloCiné